# Tirà terrestre de ventre canyella
El tirà terrestre de ventre canyella (Muscisaxicola capistratus) és un ocell de la família dels tirànids (Tyrannidae).

## Hàbitat i distribució
Habita zones obertes i vessants pedregosos del sud de Xile fins Terra del Foc.